# Sandinista!
Sandinista! je čtvrté studiové album punkrockové skupiny The Clash. Vyšlo v roce 1980 jako trojalbum s 36 skladbami, s 6 na každé straně vinylu. Očekávajíce trend "world music" 80. let obsahuje reggae, jazz, "gospel", rockabilly, folk, dub, rhythm and blues, kalypso, a rap.
Jméno tradiční autorské dvojice Strummer/Jones bylo jednoduše vyměněno za "The Clash", a skupina také "ořezala" své honoráře, aby 3-LP vyšlo s nízkými náklady. Název alba je odvozen od Sandinistů.
V žebříčku časopisu Rolling Stone the 500 greatest albums of all time v roce 2003 dosáhlo 404. příčky.

## Seznam skladeb
Všechno napsali The Clash, kromě uvedených výjimek. Cédečko má první tři strany desky na prvním CD a zbylé tři strany na druhém.
Strana jedna
1. "The Magnificent Seven" – 5:28
2. "Hitsville UK" – 4:20 [Zpěv: Mick Jones/Ellen Foley]
3. "Junco Partner" ("writer, at present, unknown" on insert notes) – 4:53
4. "Ivan Meets G.I. Joe" – 3:05 [Zpěv: Topper Headon]
5. "The Leader" – 1:41
6. "Something About England" – 3:42

Strana dva
1. "Rebel Waltz" – 3:25
2. "Look Here" (Mose Allison) – 2:44
3. "The Crooked Beat" – 5:29 [Zpěv: Paul Simonon]
4. "Somebody Got Murdered" – 3:34
5. "One More Time" (The Clash / Mikey Dread) – 3:32
6. "One More Dub" (The Clash / Mikey Dread) – 3:34 [ Dubová verze skladby "One More Time"]

Strana tři
1. "Lightning Strikes (Not Once But Twice)" – 4:51
2. "Up in Heaven (Not Only Here)" – 4:31
3. "Corner Soul" – 2:43
4. "Let's Go Crazy" – 4:25
5. "If Music Could Talk" (The Clash / Mikey Dread) – 4:36
6. "The Sound of Sinners" – 4:00

Strana čtyři
1. "Police on My Back" (Eddy Grant) – 3:15
2. "Midnight Log" – 2:11
3. "The Equaliser" – 5:47
4. "The Call Up" – 5:25
5. "Washington Bullets" – 3:51
6. "Broadway" – 5:45 [Obsahuje epilog z "Guns of Brixton", zpívá Maria Gallagher]

Strana pět
1. "Lose This Skin" (Tymon Dogg) – 5:07 [Zpěv: Tymon Dogg]
2. "Charlie Don't Surf" – 4:55
3. "Mensforth Hill" – 3:42 ["Something About England" pozpátku]
4. "Junkie Slip" – 2:48
5. "Kingston Advice" – 2:36
6. "The Street Parade" – 3:26

Strana šest
1. "Version City" – 4:23
2. "Living in Fame" (The Clash / Mikey Dread) – 4:36 [Dubová verze skladby "If Music Could Talk", zpěv Mikey Dread]
3. "Silicone on Sapphire" – 4:32 [Dubová verze "Washington Bullets"]
4. "Version Pardner" – 5:22 [Dubová verze"Junco Partner"]
5. "Career Opportunities" – 2:30 [Novou verzi zpívají Luke a Ben Gallagher]
6. "Shepherds Delight" (The Clash / Mikey Dread) – 3:25

## Sestava
- Joe Strummer - zpěv, kytara
- Mick Jones - kytara, zpěv
- Paul Simonon - baskytara, zpěv
- Topper Headon – bicí, zpěv

Hosté
| - Mickey Gallagher – klávesy - Tymon Dogg – housle, zpěv ve "Lose This Skin" - Norman Watt-Roy – baskytara v "The Magnificent Seven" a "Lightning Strikes (Not Once But Twice)" - J. P. Nicholson – klávesy - Ellen Foley – zpěv ve "Hitsville U.K." - David Payne – saxofon - Ray Gasconne - Band Sgt. Dave Yates - Den Hegarty – zpěv - Luke Gallagher – zpěvs v "Career Opportunities" - Ben Gallagher – zpěvs v "Career Opportunities" - Maria Gallagher – zpěv v "Broadway" | - Gary Barnacle – saxofon - Bill Barnacle – trumpeta - Jody Winscott - Ivan Julian – kytara - Noel Tempo Bailey - Anthony Nelson Steelie - Lew Lewis – zpěv， harmonika - Gerald Baxter-Warman - Terry McQuade - Rudolf Adolphus Jordan - Battersea - Mikey Dread – zpěv ve "Living in Fame" |